# Nouveau Réalisme

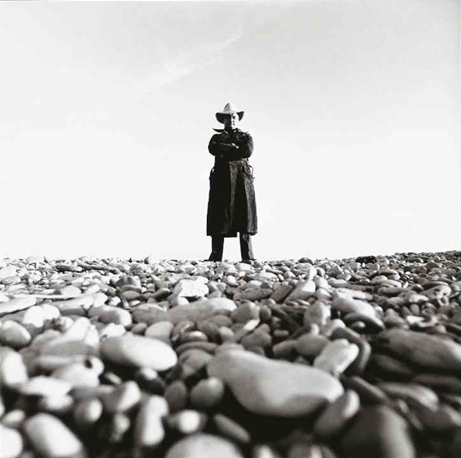
Armand Pierre Fernandez fotografato da Lothar Wolleh.

Il nouveau réalisme, o nuovo realismo, è un movimento artistico nato nei primi anni del decennio 1960-1970. La prima esposizione dei nouveaux réalistes fu organizzata a Milano nel 1960.

## Descrizione
Tra il 1960 e il 1970 si vedono scatenarsi, sulla scena delle arti visive, movimenti come l'op art in Europa, la pop art negli Stati Uniti, il nouveau réalisme in Francia.
Soprattutto di artisti francesi, che ha per oggetto "materiali desunti dalla realtà, anche quella più banale", anche rifiuti, che vengono raccolti per esempio in sculture tridimensionali. Il suo critico più importante è Pierre Restany. Autori importanti sono Yves Klein, Jean Tinguely, Martial Raysse, César Baldaccini, Daniel Spoerri, Jacques Villeglé, Christo, Gerard Deschamps, Edoardo Puglisi, Mimmo Rotella, Arman, Niki de Saint Phalle, Arteforti. Questo movimento è collegato al New Dada.
La prima menzione di Nouveaux Réalistes si trova in un opuscolo scritto dal critico Pierre Restany, che ha seguito sempre il gruppo di artisti, in occasione della mostra a Milano nel 1960. Il ritorno all'oggettualità nell'arte si compie negli anni '50 e '60 sia in America che in Europa. In America, dopo l'espressionismo astratto e il neo-dada di Rauschenberg e Chamberlain, in Europa dopo l'informale materico. Per i Nouveaux Réalistes, come per gli americani, è importante il rapporto con il folklore urbano e industriale, il coinvolgimento del pubblico, il superamento della tradizione del supporto pittorico. Ma a differenza di questi, è il rapporto con l'oggetto che cambia: fondamentalmente negli americani, l'oggetto si integra in un contesto pittorico di tipo espressionista-astratto, compensando in questo modo il logoramento gestuale dell'action painting arricchendo la composizione attraverso l'utilizzo di oggetti dal deciso impatto formale (significativi i combine-paintings di Rauschenberg). Nei Nouveaux Réalistes l'oggetto è considerato nella sua autonomia espressiva, riprendendo sì il concetto di ready-made duchampiano ma elevandolo alla massima potenzialità attraverso una nuova metodologia della percezione. Il Nouveau Réalisme avrà vita breve ma intensa: dal 1960 al 1963 con la partecipazione attiva di quasi tutti i suoi componenti è presente in tutte le principali manifestazioni artistiche suscitando vivo interesse (anche negativo) sia di critica che di pubblico; da segnalare tra le numerose partecipazioni, i due festival del Nouveau Réalisme tenuti il primo nel 1961 a Nizza (Galerie Muratore e abbazia di Roseland) e il secondo a Monaco nel 1963 che sanzionerà la fine delle attività collettive del gruppo. In seguito i vari componenti del gruppo proseguiranno la carriera individualmente, salvo ritrovarsi in occasione del decimo anniversario del Nouveau Réalisme svoltosi a Milano nel 1970.
Uno degli artisti più significativi è César (Cesar Baldaccini) che crea sculture con rottami di automobili pressate da grandi presse idrauliche in grado di ridurre le automobili ad un parallelepipedo di lamiere contorte, come l'opera Compression d’automobile (1960, Compressione di rottami di automobile. 151x63x45 cm. Musée d’Art et d’Histoire, Genève) esposte al Salon de may nel 1960 insieme ad altre due. Anche Compression Ricard del 1962 (ora al Musèe National d'Art Moderne-Centre George Pompidou, 153x73x65 cm) in cui i colori brillanti delle lamiere insieme all'energia che si sprigiona da queste forme compresse e contorte danno a questi parallelepipedi una monumentalità superiore alle sculture tradizionali.
Mimmo Rotella e gli affichistes francesi (Hains, Villeglé, Dufrêne) invece prendono pezzi di manifesti pubblicitari, strappati dal loro sito, e li attaccano alla tela, a volte intervenendo con del colore, a volte mischiandoli e sovrapponendoli. In Rotella specialmente lo strappo è intenzionale e se all'inizio il risultato non era una figura riconoscibile ma quasi una composizione astratta, in seguito l'immagine principale di un attore, un cantante o una diva,  saranno sempre riconoscibili. Questa operazione viene chiamata decollage. Un'altra direzione di studio del gruppo è la realizzazione di sculture formate dall'assemblaggio di pezzi meccanici in movimento.
Lo svizzero Jean Tinguely raccoglie rifiuti e oggetti vari per creare macchine funzionanti (con motori). Nel 1960 costruisce Homage to New York, una macchina/scultura che si autodistrugge. Tinguely si ispira ovviamente a Duchamp, a Schwitters, allo scultore americano Alexander Calder (autore dei leggeri Mobiles) e a Bruno Munari. Con la seconda moglie Niki de Saint-Phalle (anch'essa membro del gruppo) costruisce giganteschi Merzbau abitabili. Al museo d'arte moderna di Stoccolma nel 1966 Jean e Niki con la collaborazione di Per Olof Ultved realizzano la Hon  ("Lei" in svedese), una gigantesca donna/scultura sdraiata, lunga venticinque metri e alta nove, contenente molte cose tra cui un bar, uno scivolo e quadri falsi, un minicinema e molti altri effetti visivi. Il visitatore entra nella scultura attraverso la vagina.